# Julius Wagner-Jauregg
Julius Wagner-Jauregg (født 7. marts 1857 i Wels, Oberösterreich, død 27. september 1940 i Wien) var en østrigsk læge og professor i psykiatri på den psykiatriske universitetsklinik i Wien, som i 1927 fik Nobelprisen i fysiologi eller medicin for sin udvikling af malariaterapi som behandling for neurosyfilis, det tredje sygdomsstadie af infektion med syfilis.
Den 14. juni 1917, gennemførtes den første malariabehandling, da Julius Wagner-Jauregg, indsprøjtede blod fra en malariasyg patient i to patienter med dementia paralytica. Der efter anvendte han blod fra disse patienter til at behandle endnu en lille gruppe syfilis-patienter. Syv år senere var antallet af behandlede kommet op på over 1.000. Baggrunden for at forsøge sig med denne behandling var, at Wagner-Jauregg havde iagttaget, at feberanfald tilsyneladende havde en god virkning på patienter, der havde fået diagnosticeret dementia paralytica. Han gjorde sig derfor overvejelser om at forsøge at "pode" patienter med blod fra malariapatienter, og efter at have forsøgte med andre metoder, greb han muligheden, da en soldat med kulderystelser og regelmæssige feberanfald blev indlagt på hans klinik. Behandlingen gav vellykkede resultater, ifølge Wagner-Jauregg, der skønnede, at over to tredjedele af patienterne oplevede forbedrede tilstande.
I begyndelsen af 1920’erne havde malariabehandlingen bredt sig til det meste af Europa, Sydamerika og USA.
Nobelkommittéen motiverede prisen blandt andet med følgende (The Nobel Prize in Physiology or Medicine 1927: Award Ceremony Speech):
Hvad gjorde Wagner-Jauregg for at helbrede de ulykkelige ofre for denne frygtelige sygdom? Der findes et ordsprog som lyder: "ondt skal med ondt fordrives" som kan angives som motto for hans behandling af [neurosyfilis-]lammelse. Han helbredte de mentalt angrebne patienter ved at infektere dem med en anden sygdom — — malaria.
Det skulle vise sig, at behandlingen ikke gav den helbredelse, samtiden havde håbet. 
Wagner-Jauregg blev i 1927 valgt som udenlandsk medlem (svensk: ledamot) nummer 717 i Kungliga Vetenskapsakademien.